# Solido di rotazione

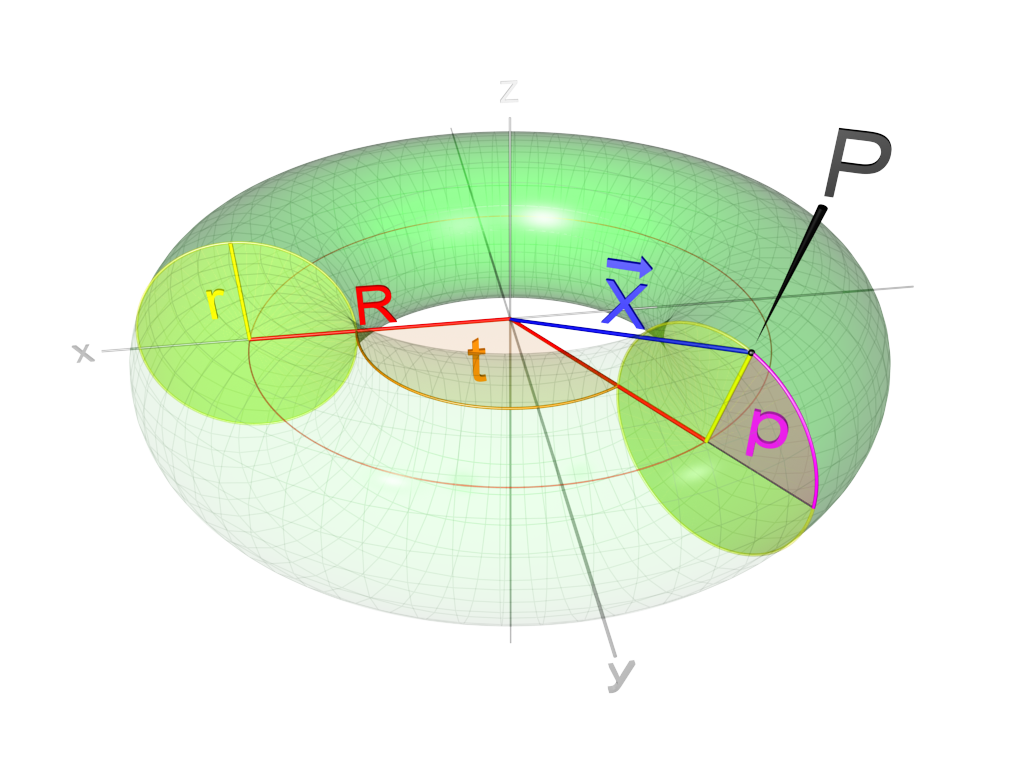
Un toro

In matematica, e in particolare in geometria, un solido di rotazione o di rivoluzione è la figura ottenuta ruotando attorno ad un asse {\displaystyle n} una regione piana {\displaystyle K}, sul cui piano giace l'asse stesso.
Ad esempio, il toro è ottenuto dalla rotazione di un cerchio attorno ad un asse esterno al cerchio medesimo.

## Solidi ottenuti dalla rotazione di trapezoidi
La figura piana che ruota è spesso un trapezoide con la base sull'asse. La sfera ad esempio è il solido di rotazione del semicerchio intorno al diametro; il cilindro è generato dal rettangolo.

Rotazione di una curva

In questo caso il solido è delimitato da una superficie laterale ottenuta ruotando una curva attorno all'asse (superficie di rotazione), ed eventualmente da due basi circolari perpendicolari a tale asse.

### Definizione come luogo di punti
A meno di rotazioni dello spazio tridimensionale, l'asse si può considerare coincidente con {\displaystyle x} in modo da poter esprimere il solido in coordinate cilindriche:
{\displaystyle T=\{(x,y,z)\in \mathbb {R} ^{3}|\ a\leq x\leq b\land 0\leq {\sqrt {y^{2}+z^{2}}}\leq f(x)\},}
dove {\displaystyle a} e {\displaystyle b} sono due valori reali con {\displaystyle a<b}, la funzione {\displaystyle \rho =\rho (y,z)={\sqrt {y^{2}+z^{2}}}} è il raggio del cilindro di asse {\displaystyle x} e la funzione {\displaystyle f\colon [a,b]\to \mathbb {R} } è una funzione non negativa e continua, il cui grafico è la curva della definizione che giace sul piano {\displaystyle xy}.

### Volume e superficie
Il volume {\displaystyle V} del solido {\displaystyle T} si può ottenere idealmente "tagliandolo" in dischi di spessore "infinitesimo" {\displaystyle dx} lungo l'asse {\displaystyle x} (teorema di Fubini). Il disco corrispondente a {\displaystyle x} ha volume uguale all'area del cerchio di raggio {\displaystyle f(x)} moltiplicata per lo spessore {\displaystyle dx}. Quindi sommando i vari contributi infinitesimi {\displaystyle dx} (ovvero integrando) si ha 
{\displaystyle V=\int _{a}^{b}\pi f(x)^{2}\,dx.}
La superficie è invece data da: 
{\displaystyle A=2\pi \int _{a}^{b}f(x){\sqrt {1+f'(x)^{2}}}\,dx.}
Se il solido è dato da
{\displaystyle T=\{(x,y,z)\in \mathbb {R} ^{3}|\ a\leq x\leq b\land 0\leq g(x)\leq {\sqrt {y^{2}+z^{2}}}\leq f(x)\},}
cioè la figura da ruotare è compresa tra due funzioni non negative, allora il volume è
{\displaystyle V=\int _{a}^{b}\pi \left(f(x)^{2}-g(x)^{2}\right)dx.}
Il volume del solido, se ottenuto tramite rotazione rispetto all'asse {\displaystyle y}, con {\displaystyle a>0}, si può calcolare pensandolo come la somma delle superfici laterali dei cilindri di asse {\displaystyle y}, raggio {\displaystyle x} e altezza {\displaystyle f(x)}. Quindi sommando rispetto a {\displaystyle dx} (cioè integrando), si ha:
{\displaystyle V=2\pi \int _{a}^{b}xf(x)\,dx.}
Nel caso la figura da ruotare sia compresa tra due funzioni, allora si ha:
{\displaystyle V=2\pi \int _{a}^{b}x\vert f(x)-g(x)\vert \,dx.}